# Östra Möjaskärgården
Östra Möjaskärgården kallas en skärgård med ett tjugotal mindre öar som ligger i sydöstra delen av Storö-Bockö-Lökaö naturreservat, öster om Lökaön och Inner- och Ytter-Sillö. De ganska branta öarna ligger tätt och ger gott skydd. Sunden mellan öarna är oftast djupa nog även för större båtar, men de är smala och rikligt med undervattensstenar gör dem svårnavigerade. Ibland räknas även närliggande öar som Ådskär i norr och Äggekobb i söder till området.

## Historia
Öarna ägdes sedan gammalt gemensamt av de olika byalagen på Möja och användes för bete, slåtter, fiske och jakt på sjöfågel. På 1800-talet skiftades öarna mellan de olika gårdarna. En bit in på 1900-talet dök det upp bebyggelse i form av fritidshus. Idag ägs området till största delen av Skärgårdsstiftelsen och ingår i Storö-Bockö-Lökaö naturreservat.